# 大賣空
《大賣空：預見史上最大金融浩劫之投資英雄傳》（英語：The Big Short: Inside the Doomsday Machine）是一本由麥可·路易斯所著的2000年代泡沫經濟題材書籍。W. W. Norton & Company將本書發行於2010年3月15日。它成為了《紐約時報》二十八周暢銷書排行榜。

## 電影改編
派拉蒙電影公司於2013年取得該書的版權。2014年3月24日，宣佈由亞當·麥凱執導和編劇，由雷恩·葛斯林、克里斯汀·貝爾、史提夫·卡爾和布萊德·彼特主演。電影於2015年3月23日在紐奧良和洛杉磯開拍。派拉蒙影業定於2015年12月11日在美國上映。

## 外部連結
- The Big Short, at W. W. Norton (official book site)
- 'Shorting our Future' （页面存档备份，存于）, a review of The Big Short in The Oxonian Review